# Manoa (Burkina Faso)
Pour les articles homonymes, voir Manoa.
Manoa est une commune rurale située dans le département de Zambo de la province de l'Ioba dans la région Sud-Ouest au Burkina Faso.

## Géographie
Manoa se trouve au sud du département, à la confluence de la rivière Bougouriba et du fleuve Mouhoun, à la frontière avec le Ghana distante d'un kilomètre au lieu-dit Gbessan. Le village est à 10 km au sud-est de Zambo et à environ 35 km au sud-est de Diébougou.

## Santé et éducation
Le centre de soins le plus proche de Manoa est le centre de santé et de promotion sociale (CSPS) de Zambo tandis que le centre médical avec antenne chirurgicale (CMA) le plus proche est celui de Diébougou dans la province voisine de Bougouriba.